# Piața Victoriei (metropolitana di Bucarest)
Piaţa Victoriei (Piazza Vittoria in italiano) è una stazione delle linee M1 e M2 della metropolitana di Bucarest.
La stazione sorge vicino al Palazzo Victoria, sede del Governo rumeno.
Insieme a Piaţa Unirii è una delle stazione più trafficate della metropolitana.
Le banchine per la linea M2 sono situate sul ponte superiore mentre la linea M1 è situata sul livello inferiore.

## Galleria d'immagini

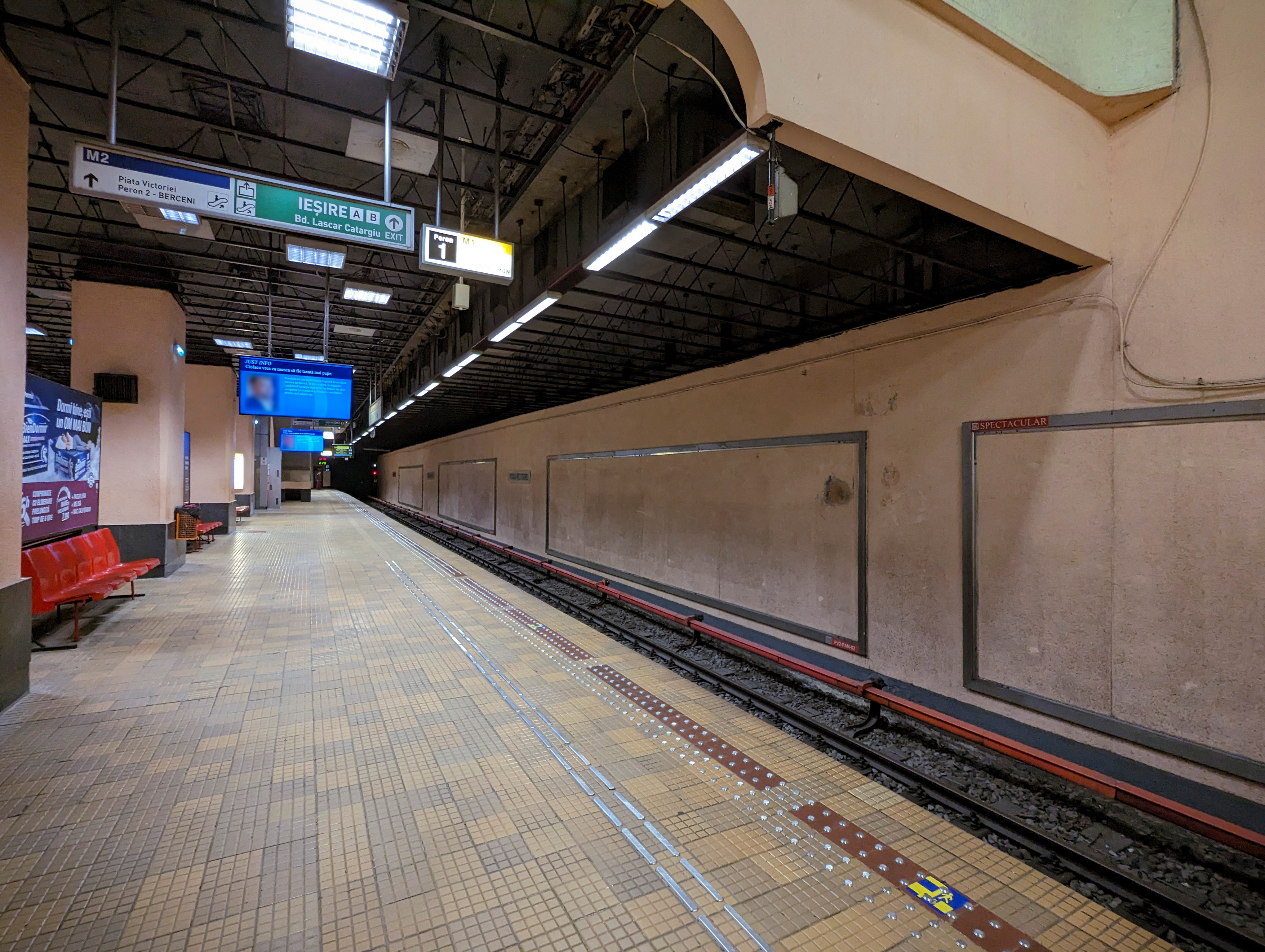
Banchina sulla linea M1
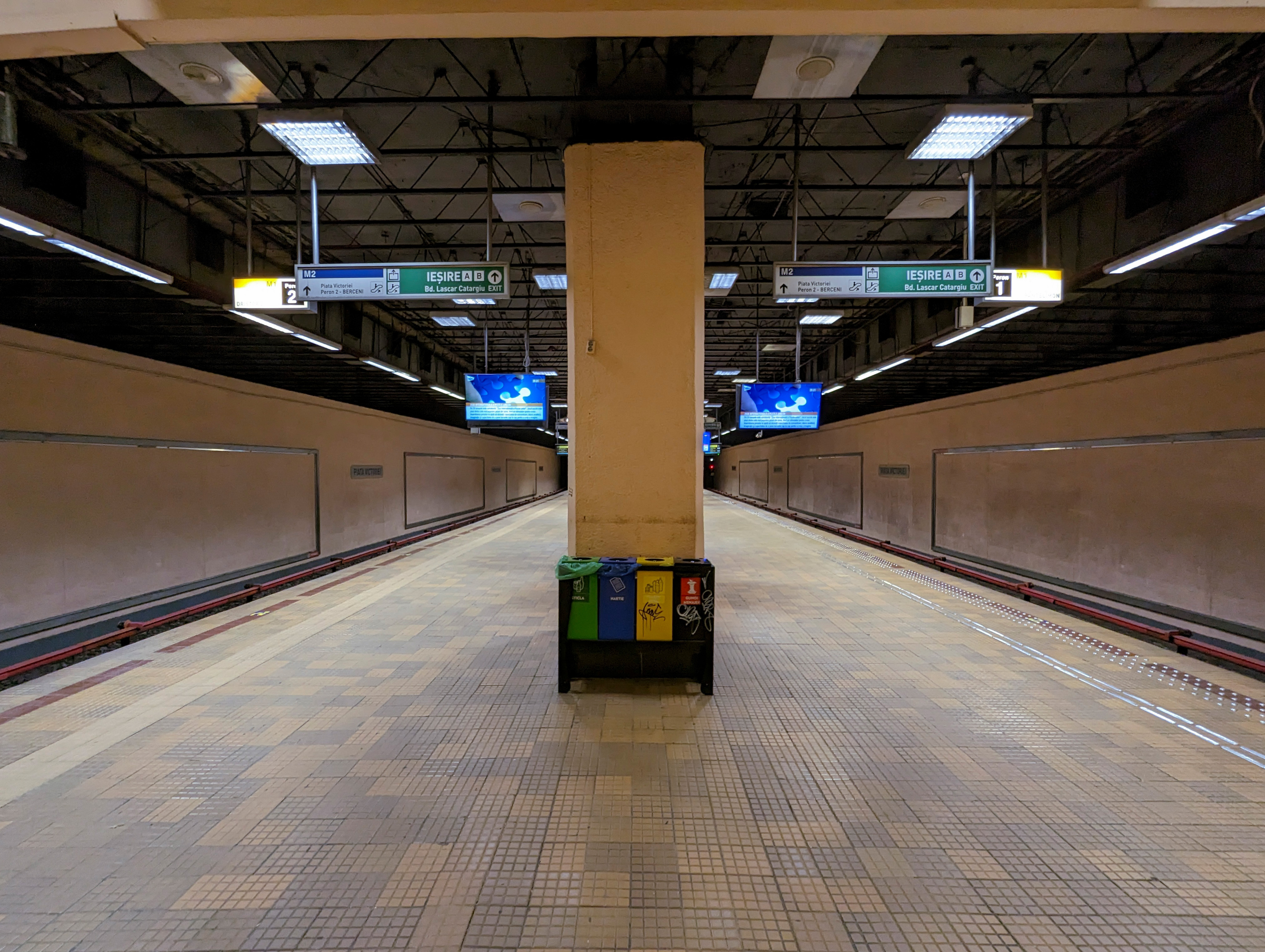
Banchina sulla linea M1
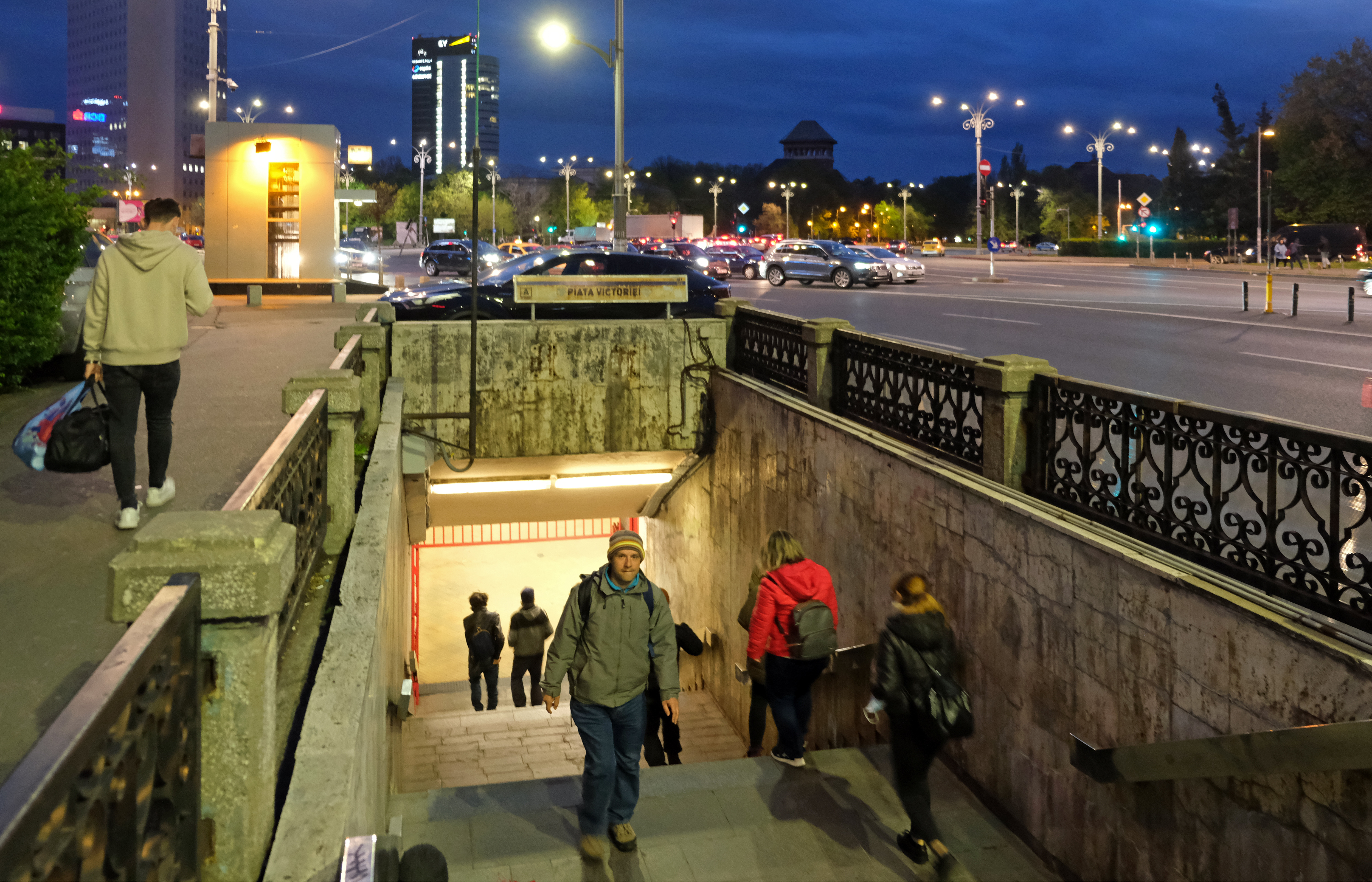
L'entrata